# Alfred Hennequin
Alfred Néoclés Hennequin, född 13 januari 1842 i Liège, död 7 augusti 1887 i Épinay-sur-Seine, var en belgisk lustspelsförfattare. Han var far till Maurice Hennequin.
Hennequin, vars far var en känd konstnär född i Lyon, var först järnvägsingenjör i Belgien men slog sig 1875 ned i Paris. Hans lustspel och vådeviller utmärks av kvickhet och frivolitet. mest berömda är Niniche (1878, uppförd i Stockholm 1879) och Lili (1882, uppförd i Stockholm samma år).